# Fuente Ovejuna
Fuente Ovejuna è una commedia in versi in tre atti in lingua spagnola di Lope de Vega. Fu pubblicata per la prima volta a Madrid nel 1619 nelle Docena parte de las comedias de Lope de Vega, ma venne scritta tra il 1612 e il 1614.

## Trama
La vicenda è ambientata nel XV secolo nella cittadina di Fuente Ovejuna (oggi Fuente Obejuna), commenda dell'ordine di Calatrava nella provincia di Cordova, di cui è titolare Fernán Gómez. Questi appoggia Giovanna la Beltraneja contro i re cattolici Isabella e Ferdinando. Il commendatore opprime e angaria gli abitanti del paese e insidia le donne, fanciulle e maritate. Di fronte alla resistenza dei giovani Laurenzia e Frondoso, nel giorno delle loro nozze li fa rapire per poter approfittare di lei e punire lui dell'affronto.
Laurenzia tuttavia scappa dalla rocca dove era rinchiusa e con un appassionato discorso induce alla rivolta il popolo che, tutto assieme, espugna il palazzo di Férnan Gómez e lo uccide, infilzando la sua testa su una picca. L'ordine di Calatrava si è nel frattempo sottomesso a Isabella e Ferdinando e reclama giustizia: arriva un giudice che cerca in tutti i modi di trovare il colpevole, ma tutti gli abitanti dichiarano che l'uccisore è "Fuente Ovejuna" e il re, non potendo individuare il colpevole e messo al corrente degli abusi di Fernán Gómez, assolve tutto il popolo.

## Riferimenti storici
A Fuente Obejuna avvenne effettivamente una rivolta nel 1476 nella quale fu ucciso Fernán Gómez de Guzmán, uno dei comandanti dell'ordine di Calatrava che sotto la guida del giovane gran maestro Rodrigo Téllez Girón, avevano attaccato Ciudad Real in appoggio a Giovanna la Beltraneja.

## Stile
L'opera non segue le unità aristoteliche di tempo, luogo e azione: la vicenda si svolge infatti in più giorni e in diversi luoghi. A questo proposito, l'autore Lope de Vega, nel testo El arte nuevo de hacer comedias en este tiempo del 1609, afferma di non aderire a tali unità, perché riconosce come primo obiettivo del teatro stesso quello di allietare la platea. Questa dichiarazione, che era una risposta alle critiche rivoltegli dai classicisti, rappresenta un punto di svolta nella storia teatrale spagnola, in quanto fornisce il nuovo indirizzo programmatico di un teatro non più disposto a seguire le rigide regole derivate dal teatro classico, ma più interessato a venire incontro alle aspettative del pubblico.